# Winthemia deilephilae
Winthemia deilephilae là một loài ruồi trong họ Tachinidae.